# Сан-Бартоломео-Валь-Каварнья
Сан-Бартоломео-Валь-Каварнья (італ. San Bartolomeo Val Cavargna) — муніципалітет в Італії, у регіоні Ломбардія, провінція Комо.
Сан-Бартоломео-Валь-Каварнья розташований на відстані близько 540 км на північний захід від Рима, 70 км на північ від Мілана, 31 км на північ від Комо.
Населення — 1023 особи (2014).

## Демографія
Населення за роками:

Станом на 1 січня 2023 року в муніципалітеті офіційно проживав 21 іноземець з 7 країн, серед них 7 громадян країн Євросоюзу та 8 громадян України.

## Сусідні муніципалітети
- Карлаццо
- Кузіно
- Гарцено
- Сан-Наццаро-Валь-Каварнья